# 寺本聖一
寺本 聖一（てらもと せいいち、2003年2月5日 - ）は、広島県広島市出身のプロ野球選手（外野手・育成選手）。右投左打。オリックス・バファローズ所属。

## 経歴
2024年10月24日に行われたドラフト会議で、オリックス・バファローズから育成4位指名を受けた。11月13日に支度金300万円、年俸240万円で仮契約を結んだ（金額は推定）。11月29日に行われた新人選手入団発表記者会見で、背番号が054に決まったことが発表された。

## 選手としての特徴
広島県立広島商業高等学校、広島経済大学硬式野球部と歩んできた道のりが福岡ソフトバンクホークスの柳田悠岐と重なり、柳田も通っていたジムに通うことから、周囲からギータ二世と呼ばれている。50メートル6秒0の俊足に加え、小柄ながらリーグ戦通算12本塁打を記録したパンチ力も持つ外野手。

## 詳細情報

### 背番号
- 054（2025年[2] - ）